# 馬來尖牙鱸
馬來尖牙鱸（学名：Synagrops malayanus）為輻鰭魚綱鱸形目鱸亞目發光鯛科的一種深海魚類，其种加词“malayanus”意为“马来亚的”。分布於中西太平洋海域，深度100-247公尺，體長可達23公分，棲息底層水域，生活習性不明。